# Animals Should Not Try to Act Like People
Animals Should Not Try to Act Like People ist die dritte EP und zugleich eine DVD-Retrospektive der Band Primus. Sie erschien am 7. Oktober 2003 bei Interscope Records.

## Hintergrund
Animals Should Not Try to Act Like People ist die erste Veröffentlichung der Band Primus nach der dreijährigen Auszeit der Band von 2000 bis 2003. Schlagzeuger Tim Alexander, der die Band 1996 verlassen hatte, kehrte für die Einspielung der EP in die Band zurück.
Die EP enthält fünf speziell für diese Veröffentlichung geschriebene und produzierte Titel der Band. Die DVD enthält alle zum Zeitpunkt der Veröffentlichung der DVD vorhandenen Musikvideos sowie Kurzfilme und Live-Aufnahmen der Band bis in das Jahr 1986 zurück.

## DVD Inhalte

### Musikvideos
1. John the Fisherman (aus dem Album Frizzle Fry) – Regie: Mark Kohr
2. Too Many Puppies (aus dem Album Frizzle Fry) – Regie: Kevin Kerslake
3. Jerry Was a Race Car Driver (aus dem Album Sailing the Seas of Cheese) – Regie: Mark Kohr
4. Tommy the Cat (aus dem Album Sailing the Seas of Cheese) – Regie: Mark Kohr
5. My Name Is Mud (aus dem Album Pork Soda) – Regie: Mark Kohr
6. Mr.Krinkle (aus dem Album Pork Soda) – Regie: Mark Kohr
7. DMV (aus dem Album Pork Soda) – Regie: Mark Kohr
8. Wynona's Big Brown Beaver (aus dem Album Tales from the Punchbowl) – Regie: Les Claypool
9. Southbound Pachyderm (aus dem Album Tales from the Punchbowl) – Regie: Les Claypool
10. Shake Hands With Beef (aus dem Album the Brown Album) – Regie: Les Claypool
11. Over the Falls (aus dem Album the Brown Album) – Regie: Les Claypool
12. Lacquer Head (aus dem Album Antipop) – Regie: Les Claypool
13. The Devil Went Down to Georgia (Charlie Daniels cover, aus dem Album Rhinoplasty) – Regie: Mike Johnson

Optionale Tonspur: Kommentare von Les Claypool, Larry LaLonde und Tim Alexander.

### Kurzfilme
- Cheesy Home Video – Bereits erschienener Kurzfilm gleichen Namens, ohne die bislang dort enthaltenen Musikvideos.
- Horrible Swill – Bereits erschienener Kurzfilm gleichen Namens, bislang exklusiv über den Primus-Fan-Club erhältlich.
- Horrible Men – Bislang unveröffentlichte Ausschnitte von Bühnenauftritten, Backstage- und Studio-Material.
- The Making of Mr. Krinkle – Bislang unveröffentlichter Kurzfilm: Making-of des Musikvideos zu Mr. Krinkle.
- The Making of Wynona – Bislang unveröffentlichter Kurzfilm: Making-of des Musikvideos zu Wynona’s Big Brown Beaver.
- The Making of the Brown Album – Bereits erschienener Kurzfilm: Making-of zum Brown Album, bislang enthalten auf Videoplasty.

### Live-Aufnahmen
- Radio Relics – Aufnahmen des Stanford University’s College Radiosenders KZSU aus dem Jahr 1989
  - To Defy the Laws of Tradition
  - Too Many Puppies
  - Frizzle Fry
- New Year's 93-94 – Aufgenommen im Henry J. Kaiser Auditorium in Oakland am Silvesterabend 1993
  - Groundhog's Day
  - Mr. Krinkle
- Woodstock 94 – Aufgenommen auf dem Woodstock Festival in Saugerties, New York im Jahr 1994
  - Those Damned Blue Collar Tweekers
  - My Name is Mud (Bootleg Quality)
- Florida 95 – Aufgenommen in „West Palm Beach“, Florida auf der Punchbowl Tour im Jahr 1995
  - Pudding Time
  - Southbound Pachyderm
- Duchess and the Proverbial Mind Spread – Aufgenommen im Irving Plaza in New York für HBO's Reverb  im Jahr 1998
- Lacquer Head – Aufgenommen während der „Family Values Tour 1999“ an Halloween, 1999
- Rarities
  - Sgt. Baker – Aufgenommen auf einer Privat-Party in San Francisco, Aufnahmedatum zwischen 1986 und 1988
  - Groundhog's Day – Aufgenommen im Omni in Oakland im Jahr 1988
  - Tommy the Cat – Bob Cock and the Yellow Sock, Aufnahmeort und -datum nicht angegeben

### Andere Inhalte
Die DVD enthält darüber hinaus eine illustrierte Diskographie und eine Slideshow mit Fotografien. Ein Kurzfilm (Adam Gate im Himmel) und ein Interview sind als Easter Eggs versteckt.

## Titel
Texte: Les Claypool, Musik: Primus.
| Nr.          | Titel                               | Länge |
| ------------ | ----------------------------------- | ----- |
| 1.           | The Carpenter and the Dainty Bride  | 6:35  |
| 2.           | Pilcher's Squad                     | 1:54  |
| 3.           | Mary the Ice Cube                   | 4:37  |
| 4.           | The Last Superpower aka Rapscallion | 7:16  |
| 5.           | My Friend Fats                      | 7:55  |
| Gesamtlänge: | Gesamtlänge:                        | 28:17 |

## Besetzung
- Les Claypool – Bass, Gesang
- Larry LaLonde – E-Gitarre auf allen Titeln, außer...
  - Todd Huth – Gitarre auf den Aufnahmen von Groundhog's Day and Sgt. Baker aus dem Jahr 1988
- Tim Alexander – Schlagzeug auf allen Titeln, außer...
  - Bryan Mantia – Schlagzeug auf Shake Hands with Beef, Over the Falls, Lacquer Head and Duchess and the Proverbial Mindspread
  - Jay Lane – Schlagzeug auf der Aufnahme von Groundhog's Day aus dem Jahr 1988
  - Tim Wright – Schlagzeug auf Sgt. Baker

- The Devil Went Down to Georgia: Festus Clamrod and The El Sobrante Twangers
  - Les Claypool – Bass (Instrument), Gesang
  - Larry LaLonde – Banjo
  - Bryan Mantia – Schlagzeug
  - Mirv Haggard – Slide-Gitarre and Stimme von Johnny
  - Bryan Kehoe – Stimme des Teufels
  - Violina Misteriosa – Geige

## Rezeption
Siggy Zielinsky von den Babyblauen Seiten gibt dem Album eine Wertung von 11/15: „Primus haben es 2003 immer noch drauf, was die vorliegenden schrägen, mit Biss und Humor ausgestatteten Songs beweisen.“